# Nossage-et-Bénévent
 Nossage-et-Bénévent  es una población y comuna francesa, situada en la región de Provenza-Alpes-Costa Azul, departamento de Altos Alpes, en el distrito de Gap y cantón de Orpierre.

## Demografía
| 23 | 17 | 14 | 8 | 10 | 8 |
| Para los censos de 1962 a 1999 la población legal corresponde a la población sin duplicidades (Fuente: INSEE [Consultar]) |    |    |   |    |   |